# Truman Parkway
Der Truman Parkway ist ein 1931 errichteter historischer Parkway auf den Stadtgebieten von Boston und Milton im Bundesstaat Massachusetts der Vereinigten Staaten. Er verläuft entlang der südlichen Grenze des Schutzgebiets Neponset River Reservation und verbindet den Neponset Valley Parkway mit dem Blue Hills Parkway.
Die Straße wurde im Jahr 2005 als Historic District in das National Register of Historic Places eingetragen. Sie wird vom Department of Conservation and Recreation (DCR) verwaltet und ist Teil des Metropolitan Park System of Greater Boston.